# Radoslaw (Sebastokrator)
Radoslaw (bulgarisch Радослав, mittelgriechisch Ῥαδοσϑλάβος; † nach 1300) war ein bulgarischer Boljar und Bruder des Zaren Smilez.

## Leben
Radoslaw entstammte einer vornehmen bulgarischen Adelsfamilie, die im 12. Jahrhundert Ländereien sowohl nördlich als auch südlich des Balkangebirges besaß. Zusammen mit seinen Brüdern Smilez und Wojsil herrschte er um 1284 von Kopsis aus über das Despotat Kran (Krunos) in der westlichen Sredna Gora. Smilez bestieg 1292 den bulgarischen Zarenthron in Tarnowo als Nachfolger des nach Byzanz geflohenen Georgi I. Terter. 
Nach Smilez’ Tod 1298 sicherte seine Witwe Smilzena Palaiologina die Nachfolge ihres Sohnes Iwan IV. Smilez gegen die Ansprüche ihrer Verwandten. Radoslaw und Wojsil mussten ihre Besitztümer verlassen und gingen mit ihren Familien nach Konstantinopel ins Exil. Kaiser Andronikos II., der die Thronwirren und inneren Unruhen in Bulgarien – dort wurde Iwan Smilez im Herbst 1299 durch den Mongolen Tschaka Nogai und dieser im folgenden Jahr durch Todor Swetoslaw gestürzt – weiter schüren wollte, ließ den 1279 abgesetzten Thronprätendenten Michael Tich Assen, den Sohn Konstantin Tichs, in Thessaloniki zum Gegenzaren ausrufen. 
Radoslaw wurde in den Rang eines Sebastokrators erhoben und marschierte von Thessaloniki aus mit einem byzantinischen Heer nach Bulgarien, um seine Domänen zurückzugewinnen, die Todor Swetoslaw seinem Onkel Eltimir übertragen hatte. In einer Schlacht bei Krunos geriet Radoslaw zusammen mit 13 byzantinischen Heerführern in Gefangenschaft. Eltimir ließ ihn blenden und lieferte ihn an den Zaren aus; was danach aus ihm wurde, ist unbekannt. Die gefangenen Generäle tauschte Todor Swetoslaw 1301 gegen seinen Vater Georgi I. Terter aus, der sich noch immer in byzantinischem Gewahrsam befand.